# Championnat du Sénégal de football de deuxième division 2009
Navigation
Édition précédente Championnat du Sénégal de Ligue 2 2010
La saison 2009 du Championnat du Sénégal de football de Ligue 2 débute en mai 2009. C'est la 1re édition sous l'ère professionnelle. Douze clubs y participent.
Pour cette première édition les 12 clubs sont regroupés en une seule poule. Les deux premiers sont promus en Ligue 1 tandis que le dernier rejoint le championnat National 1.

## Clubs
| Club                 | Ville    |
| -------------------- | -------- |
| ASFA Dakar           | Dakar    |
| NGB ASC Niarry Tally | Dakar    |
| AS Pikine            | Pikine   |
| Diokoul FC           | Rufisque |
| Étoile Lusitana      | Dakar    |
| Etics                | Mboro    |
| Olympique de Ngor    | Ngor     |
| ASC Renaissance      | Dakar    |
| ASC Touré Kunda      | Mbour    |
| ASC Xam Xam          | Dakar    |
| ASC Yeggo            | Dakar    |
| Diambars FC          | Mbour    |

## Classement
| Rang | Équipe            | Pts | J  | G  | N  | P  | Bp | Bc | Diff |
| ---- | ----------------- | --- | -- | -- | -- | -- | -- | -- | ---- |
| 1    | AS Pikine         | 42  | 22 | 11 | 9  | 2  | 19 | 8  | +11  |
| 2    | ASC Niarry Tally  | 40  | 22 | 11 | 7  | 4  | 32 | 17 | +15  |
| 3    | ASC Yeggo P       | 38  | 22 | 10 | 8  | 4  | 26 | 13 | +13  |
| 4    | ASC Renaissance   | 37  | 22 | 10 | 7  | 5  | 22 | 13 | +9   |
| 5    | Diambars FC       | 35  | 22 | 8  | 11 | 3  | 26 | 15 | +11  |
| 6    | Lusitana          | 30  | 22 | 7  | 9  | 6  | 18 | 18 | 0    |
| 7    | ASC Touré Kunda   | 26  | 22 | 5  | 11 | 6  | 16 | 18 | -2   |
| 8    | Olympique de Ngor | 25  | 22 | 6  | 7  | 9  | 27 | 35 | -8   |
| 9    | ETICS de Mboro    | 24  | 22 | 4  | 12 | 6  | 14 | 20 | -6   |
| 10   | Diokoul FC        | 18  | 22 | 2  | 12 | 8  | 12 | 20 | -8   |
| 11   | ASFA              | 14  | 22 | 3  | 5  | 14 | 12 | 29 | -17  |
| 12   | Xam Xam           | 14  | 22 | 2  | 8  | 12 | 17 | 35 | -18  |

## Meilleurs buteurs
- 12 buts : Mamadou Seck  (Olympique de Ngor)
- 10 buts : Serigne Mbaye (ASC Renaissance)
- 6 buts : Ebrima Bojang (ASC Yeggo), Omar Wade (Diambars FC)